# Copestylum gorgon
Copestylum gorgon är en tvåvingeart som först beskrevs av Hull 1950.  Copestylum gorgon ingår i släktet Copestylum och familjen blomflugor.
Artens utbredningsområde är Peru. Inga underarter finns listade i Catalogue of Life.